# 694
| 694                |
| ------------------ |
| Dødsfald - Fødsler |
|                    |

| Gregoriansk kalender | 694 DCXCIV              |
| Ab urbe condita      | 1447                    |
| Armensk kalender     | 143 ԹՎ ՃԽԳ              |
| Kinesiske kalender   | 3390 – 3391 癸巳 – 甲午 |
| Etiopisk kalender    | 686 – 687               |
| Jødisk kalender      | 4454 – 4455             |
| Hindukalendere       |                         |
| - Vikram Samvat      | 749 – 750               |
| - Shaka Samvat       | 616 – 617               |
| - Kali Yuga          | 3795 – 3796             |
| Iransk kalender      | 72 – 73                 |
| Islamisk kalender    | 74 – 75                 |

Se også 694 (tal)